# Avatar (maďarská hudební skupina)
Avatar je maďarská hardrocková kapela založená v únoru 2006 mladými hudebníky z okolí Budapešti, kytaristou Tamásem Gellérem a klávesistou Richárdem Szepesim.
První demo Forog a gép vyšlo v ještě v roce 2006 (bylo nahráno v srpnu), debutové studiové album s názvem A szabadság felé pak v prosinci 2008 u maďarského vydavatelství Nail Records. Celkem má kapela na svém kontě k roku 2025 jedno demo a tři řadové desky.

## Diskografie

### Dema
- Forog a gép (2006) – sedmiskladbové CD demo

### Studiová alba
- A szabadság felé (2008)
- Szívünkbezárva (2011)
- Fényre várva (2021)